# كارل هاري
كارل هاري (بالإنجليزية: Carl Harry)‏ هو لاعب كرة قدم أمريكية أمريكي، ولد في 26 أكتوبر 1967 في فوونتين فالي في الولايات المتحدة.

## وصلات خارجية
- كارل هاري على موقع مرجع كرة القدم المحترفة.كوم (الإنجليزية)